# Ralf Hillenberg
Ralf Hillenberg (* 3. August 1956 in Ost-Berlin) ist ein deutscher Politiker (SPD) und Unternehmer in der Immobilienbranche. Er war von 1991 bis 1995 sowie zwischen 1999 und 2011 Mitglied des Berliner Abgeordnetenhauses. Hillenberg war von 2001 bis 2010 Vorsitzender des Berliner Petitionsausschusses und ist geschäftsführender Gesellschafter des Architekten- und Ingenieurbüro IPB.B sowie Geschäftsführer des Generalübernehmers IPB.G.

## Leben und Beruf
Nach Abitur im Jahr 1975, Grundwehrdienst und Berufsausbildung zum Zimmermann absolvierte Hillenberg von 1978 bis 1984 ein Fernstudium zum Diplom-Ingenieur an der TU Dresden. Von 1983 an arbeitete er als Bauleiter, ab 1991 als Oberbauleiter und seit 1994 als geschäftsführender Gesellschafter des selbstgegründeten Architekten- und Ingenieurbüros Ingenieurbüro für Projektentwicklung und Baubetreuungs GmbH (IPB.B GmbH).
1998 war Hillenberg Mitbegründer der Ascia GmbH, deren Gesellschafter und Mitgeschäftsführer er bis Ende 2005 war. Im Jahr 2002 gründete er die IPB.G Generalübernehmer für Modernisierung und Instandhaltung GmbH. An der Costa del Sol vermietet Hillenberg zudem Appartements.

## Partei
Am 7. November 1989 trat Hillenberg der Sozialdemokratischen Partei in der DDR (SDP) bei. Es folgte die Mitgliedschaft in der SPD Berlin. 1992 wurde er zum stellvertretender Kreisvorsitzenden der SPD Weißensee gewählt, 1998 zum Kreisvorsitzenden. Von 2000 bis 2002 war er Kreisvorsitzender der SPD-Nordost (für den Bezirk Pankow), von 2004 bis 2010 Abteilungsvorsitzender der Abteilung Karow-Buch und ist seit 2010 ihr Ehrenvorsitzender.

## Mandate
Von 1990 bis 1991 war Hillenberg Mitglied der Stadtverordnetenversammlung von Ost-Berlin sowie von 1991 bis 1995 Mitglied des Berliner Abgeordnetenhauses. 1998 bewarb sich Hillenberg mit einem Rap-Song für ein Bundestagsmandat im ehemaligen Bundestagswahlkreis 261 Berlin-Hohenschönhausen – Pankow – Weißensee und unterlag mit 34,0 % der Erststimmen nur knapp dem Kandidaten der PDS Manfred Müller.
1999 und 2001 zog er über die Landesliste der SPD ins Abgeordnetenhaus ein.
Von 2001 bis 2010 war Hillenberg Vorsitzender des Petitionsausschusses des Berliner Abgeordnetenhauses und Mitglied des Ausschusses Bauen, Wohnen und Verkehr. 2006 wurde er mit 34,0 % der Erststimmen im Wahlkreis Pankow 1 direkt als Mitglied des Abgeordnetenhauses gewählt. Im Februar 2010 verließ er die SPD-Fraktion und war bis September 2011 fraktionsloser Abgeordneter.

## Kritik
Im Januar 2010 wurde bekannt, dass Hillenbergs Ingenieurbüro von der landeseigenen Wohnungsbaugesellschaft Howoge Aufträge in Millionenhöhe ohne Ausschreibung erhalten haben. Hillenberg entgegnete zwar, einen Ausschreibungswettbewerb für die Sanierung gewonnen zu haben. Der Wettbewerb galt aber nur für ein geplantes Bürgerzentrum der HOWOGE, nicht jedoch für die Sanierung von 3127 Wohnungen im Pankower Stadtteil Buch. Die Howoge hatte bekanntgegeben, die Mieten nach der Sanierung, für deren Planung Hillenberg nach Auftrag mitverantwortlich ist, zu verdoppeln.
Hillenberg hat jedoch, nach eigenen Angaben, zu „jeder Zeit“ die Transparenzregeln (zur Offenlegung von Aufträgen) des Berliner Abgeordnetenhauses eingehalten und sich im Bauausschuss bei keiner Abstimmung mit möglichen Interessenskonflikten beteiligt. Der Fraktionsvorstand der SPD im Abgeordnetenhaus war ebenfalls unterrichtet und begrüßte sein Engagement als Fachmann der Baubranche bis zuletzt.
Es folgte bei der Howoge eine vom rot-roten Senat eingesetzte Sonderprüfung durch externe Sachverständige, die im März 2010 zur fristlosen Kündigung der Howoge-Geschäftsführer führte sowie abschließend bestätigte, dass es im Zeitraum von Mitte 2002 bis Ende 2009 in 18 von 24 geprüften Fällen systematische Vergaberechts-Verstöße bei der Beauftragung von Architekten- und Ingenieursleistungen gab. Hillenbergs Ingenieurbüro wurde als ein Hauptprofiteur bestätigt; dem Abschlussbericht zufolge erhielt es von der Howoge acht widerrechtliche Aufträge (siehe Skandal 2009/10 im Howoge-Artikel).

## Belege
1. 1 2 3 4  Seite der Berliner SPD-Fraktion im Abgeordnetenhaus über Ralf Hillenberg (Memento vom 14. Februar 2010 im Internet Archive)
2. ↑  Selbstauskunft – Ralf Hillenberg, der Privatmann
3. ↑  Selbstauskunft – Ralf Hillenberg, der Unternehmer
4. ↑  Residencial Vista Bonita
5. 1 2 3  Selbstauskunft – Ralf Hillenberg, der Politiker
6. ↑  Berliner Kurier: SPD-Mann will nach Bonn rappen, 8. August 1998.
7. ↑  Landeswahlleiter Berlin – Bundestagswahl 1998 (Memento vom 30. September 2009 im Internet Archive)
8. ↑  Landeswahlleiter Berlin – Mandatsverteilung und gewählte Abgeordnete im Abgeordnetenhaus von Berlin (1999) (PDF; 4,6 MB)
9. ↑  Landeswahlleiter Berlin – Mandatsverteilung und gewählte Abgeordnete im Abgeordnetenhaus von Berlin (2001) (PDF; 3,7 MB)
10. ↑  Die Welt: Jeder gewonnene Fall ist ein Riesenerfolg - Ralf Hillenberg leitet den Berliner Petitionsausschuss, 17. August 2003.
11. ↑  Landeswahlleiter Berlin – Abgeordnete mit Direktmandat im Abgeordnetenhaus von Berlin (2006) (PDF; 4,9 MB)
12. ↑  www.morgenpost.de
13. ↑  Uwe Rada: SPD wieder tief im Bausumpf. In: Die Tageszeitung, 28. Januar 2010.
14. ↑  PDF bei www.ralf-hillenberg.de
15. ↑  Jens Anker: Howoge verstößt systematisch gegen Vergaberecht. In: Berliner Morgenpost, 9. Juni 2010, abgerufen am 23. Mai 2024.

| Personendaten    | Personendaten                  |
| ---------------- | ------------------------------ |
| NAME             | Hillenberg, Ralf               |
| KURZBESCHREIBUNG | deutscher Politiker (SPD), MdA |
| GEBURTSDATUM     | 3. August 1956                 |
| GEBURTSORT       | Ost-Berlin                     |